# Ведријан
Ведријан (словен. Vedrijan, итал. Vedrignano) је насељено место у општини Брда, Горишка регија, Словенија.

## Историја
До територијалне реорганизације у Словенији био је у саставу старе општине Нова Горица.

## Становништво
У попису становништва из 2011. године, Ведријан је имао 182 становника.
| Број становника према пописима | Број становника према пописима | Број становника према пописима |
| ------------------------------ | ------------------------------ | ------------------------------ |
| 1991                           | 2002                           | 2011                           |
| 217                            | 196                            | 182                            |